# Evansville IceMen
Evansville IceMen byl profesionální americký klub ledního hokeje, který sídlil v Evansvillu ve státě Indiana. V letech 2012–2016 působil v profesionální soutěži East Coast Hockey League. Před vstupem do ECHL působil v Central Hockey League. IceMens ve své poslední sezóně v ECHL skončily v základní části. Své domácí zápasy odehrával v hale Ford Center s kapacitou 9 000 diváků. Klubové barvy byly černá, námořnická modř a bílá.
Zanikl v roce 2016 přestěhováním do Jacksonvillu, kde byl založen tým Jacksonville Icemen.

## Přehled ligové účasti
Zdroj: 
- 2010–2012: Central Hockey League (Turnerova divize)
- 2012–2015: East Coast Hockey League (Severní divize)
- 2015–2016: East Coast Hockey League (Středozápadní divize)